# بطريق غالاباغوس
بطريق غالاباغوس (باللاتينية: Spheniscus mendiculus) هو نوع من طيور البطريق المتوطنٌ في جزر الغالاباغوس الواقعة قُبَالة سواحل أمريكا الجنوبية. هذا هو النوع الوحيد من البطاريق في العالم الذي يعيش بصورةٍ طبيعية شمال خط الاستواء، وهي قادرة على العيش في هذا المناخ بفضل التيارات الباردة الناتجة عن تيار همبولدت وتيار كورمول القادِمين من أعماق البحر شديدة البرودة. يعتبر بطريق الغالاباغوس واحداً من البطاريق المُخطَّطة، وهو جنس من البطاريق تعيش حول سواحل أمريكا الجنوبية وأفريقيا.